# Frente Popular Costarricense
El Frente Popular Costarricense fue un partido político maoísta de Costa Rica. Fundado en los años setenta por el académico Rodolfo Cerdas Cruz quien se separó de Vanguardia Popular (marxista) tras darse en Costa Rica la división común entre marxistas-leninistas y maoístas que afectó a la izquierda en todo el mundo en esa época. Acudió a las elecciones generales del 1974 y del 1978 separado de otros movimientos de izquierda como Pueblo Unido (coalición de Vanguardia Popular y Partido Socialista Costarricense) de ideología comunista y el Partido Organización Socialista de los Trabajadores (POST) de ideología trotskista pero, a diferencia de éstos, sin presentar candidato presidencial. Aun así no consiguió diputados ya que obtuvo 4,448 votos (Rodolfo Cerdas, el futuro ministro de educación Eduardo Doryan y el intelectual Isaac Felipe Azofeifa eran candidatos a diputados), pero en 1978 obtuvo un diputado en la Asamblea Legislativa (el propio Cerdas). Pueblo Unido obtendría tres y el POST ninguno. Para las elecciones presidenciales de 1982 el Frente Popular y el POST se unen a Pueblo Unido y la coalición en conjunto obtiene cuatro diputados.